# Richea procera
Richea procera är en ljungväxtart som först beskrevs av Ferdinand von Mueller, och fick sitt nu gällande namn av Ferdinand von Mueller. Richea procera ingår i släktet Richea och familjen ljungväxter. Inga underarter finns listade i Catalogue of Life.